# Dinosaurio Diablo
Dinosaurio Diablo es un dinosaurio salvaje que aparece en los cómics estadounidenses publicado por Marvel Comics, que se parece a un enorme Tyrannosaurus de color rojo carmesí, como el dinosaurio terópodo. Creado por Jack Kirby, el personaje apareció por primera vez en Devil Dinosaur # 1 (abril de 1978). Dinosaurio Diablo y el Chico Luna, son nativos de "Dinosaur World", una versión de la Tierra en un universo paralelo donde los dinosaurios y otras criaturas prehistóricas coexisten con tribus de seres humanoides primitivos.  cómic es considerado un "culto clásico" por los fanes de Kirby.

## Historia de la publicación
Dinosaurio Diablo y Chico Luna son las creaciones de artista Jack Kirby que con guion y con lápiz los nueve temas de la primera serie. Dinosaurio Diablo fue creado durante la tercera temporada de Kirby en Marvel (1975-1978). Después de haber oído que DC Comics estaba trabajando en una serie de animación que ofrece de Kirby Kamandi, Marvel intentó superar a su competidor instruyendo Kirby para crear una serie similar a Kamandi, pero incorporando un dinosaurio coestrella, desde que los dinosaurios eran muy populares entre el público joven de la época. El resultado dinosaurio Diablo serie fue de corta duración, que dura sólo nueve meses (desde abril hasta diciembre de 1978), y la propuesta de animación serie nunca entró en el desarrollo. El original dinosaurio Diablo serie narra las aventuras de Diablo y Luna-Boy en su casa, "Dinosaur World". Después de la cancelación de dinosaurio del diablo, las apariciones de los personajes fueron relegados a los cómics de un solo disparo, camafeos y papeles secundarios en otras series.
En Devil Dinosaur # 1, Kirby afirma en el " Dispatches Dinosaur " columna de cartas que la intención original era para Luna-Boy y diablo para ser uno de los primeros humanos y los dinosaurios del pasado de la Tierra. Kirby escribe: " Después de todo, justo donde el dinosaurio conoció a su fin, y cuando el hombre primero se irguió razonable, aún es un misterio. " Escritores posteriores a Kirby se han acercado origen del personaje de varias maneras. Algunos han seguido el ejemplo de Kirby y haber retratado el carácter de ser del pasado prehistórico de la principal continuidad Marvel (a veces conocido como " Tierra-616 "), mientras que otros han representado Diablo como provenientes de cualquiera de un planeta alienígena o un realidad alternativa de la Tierra. Publicaciones más recientes de Marvel lista casa del diablo de origen como "Dinosaur World (Tierra-78411) ", una versión primitiva de la Tierra ya existente en uno de los muchos universos alternativos contenidos en el Multiverso Marvel.
La primera aparición del Dinosaurio Diablo, después de la cancelación de la serie original de Marvel Godzilla serie de cómics de 1979. El personaje no iba a ser referencia de nuevo en un cómic de Marvel hasta el año 1986 cuando la Mole de Los 4 Fantásticos viaja a una isla del Pacífico donde " Devil Dinosaur: The Movie "se está produciendo. Durante la visita de la Mole, Godzilla aparece. Después de luchar y destruir un robot dinosaurio del diablo utilizado en la película, Godzilla desaparece una vez más en el océano. Dinosaurio Diablo mismo no aparece realmente en la historia de 1986, pero empezando por los ángeles caídos serie limitada de 1987, el personaje tiene seguido haciendo apariciones esporádicas en las publicaciones de Marvel.
En 2016, Devil Dinosaur recibió nuevamente su propia serie en curso: Moon Girl y Devil Dinosaur. La serie tiene a Devil haciendo equipo con Lunella Lafayette, también conocida como Chica Luna, una niña prodigio de 9 años de los tiempos modernos. Chico Luna, que ya no es el compañero principal de Diablo, juega un papel menor en la serie.

## Biografía del personaje ficticio

### Los primeros años en Dinosaur World
El joven dinosaurio Diablo casi fue quemado vivo por la tribu de Killer-Folk, seres hostiles nativos de su planeta, pero fue rescatado por Chico Luna, un joven miembro de la tribu rival a los Killer Folk, los Little-Folk. La exposición al fuego de los Killer-Folk activa una mutación en el dinosaurio que le dio poderes superiores a los demás de su especie y volvió la piel de color verde oliva a la llama roja. Las primeras aventuras del diablo en su mundo natal incluyen encuentros con extraterrestres y un breve viaje a la tierra actual.
Más tarde, Godzilla actúa violentamente a través del Universo Marvel (Tierra-616). En un intento de detener al monstruo, S.H.I.E.L.D. reduce a Godzilla con las partículas Pym e intenta teletransportarse a través de una máquina del tiempo al pasado prehistórico. Sin embargo, la radiación de Godzilla aparentemente distorsiona la máquina del tiempo para que se transporta al universo alternativo de Dinosaur World en su lugar. Una vez allí, se une brevemente con Chico Luna y el Diablo en contra de un enemigo común antes de ser retirado de la principal continuidad Marvel.

### Miembro de los Ángeles Caídos
Después de Ariel, un mutante con poderes de teletransportación extraterrestre, teletransporta los Ángeles Caídos en Dinosaur World, el grupo convence Diablo y Chica Luna para unirse a su equipo y volver con ellos a la Tierra-616. Durante su tiempo con los ángeles caídos, Devil Dinosaur mata "Don", la langosta mutante superinteligente en el equipo por pisar accidentalmente sobre él. Diablo y Chico Luna regreso a su propio universo, cuando los ángeles caídos finalmente se disuelven.

### Dinosaurio de nuevo
Después de su estadía con los ángeles caídos, la vida de la pareja de nuevo en Dinosaurio es interrumpido en numerosas ocasiones por los acontecimientos que ocurren en la principal continuidad Marvel:
- Durante un conflicto entre slapstick y su tiempo enemigo manipular, Doctor Ayer, Diablo y Luna-Boy se teletransportado brevemente a la Tierra-616.[14]
- En medio de una pelea entre el Technet y Lockheed dentro del Excalibur faro, Diablo es una vez más transporta brevemente a la Tierra-616.[15]
- Jóvenes Celestiales transportan a Hulk atrás en el tiempo para combatir el diablo.[16]
- Un renegado Skrull huye al planeta del Diablo y usa su cambio de forma habilidades para hacerse pasar por el difunto líder de la Killer-Folk, Siete cicatrices.[17]
- Debido a las manipulaciones del viajero interdimensional de acceso, el mundo de Devil Dinosaur fusiona brevemente con el Cómics DC Universo donde se encuentra con Anthro, un hombre de Cro-Magnon.[18]
- En medio de una batalla con un Kraken, Hulkpool y sus compañeros involuntarios accidentalmente tiempo de viaje para Dinosaur World Dinosaur donde Diablo, Luna-Boy y el Pequeño-Folk ayudar a destruir el kraken. Durante el esfuerzo de Hulkpool para volver a su propio tiempo, Diablo y Luna-Boy son teletransportados brevemente al viejo oeste americano en el año 1873. Una vez allí, Diablo intenta comer el caballo de un vaquero.[19]

### Varados en la Tierra 616 en los tiempos modernos

#### Ciudad de Nueva York
Algún tiempo después, la hechicera Jennifer Kale, en un intento de volver Howard el pato a su planeta natal, teletransporta inadvertidamente a Devil Dinosaur y Luna-Boy en su apartamento de Nueva York. Los alborotos desorientados dinosaurios a través de la ciudad antes de ser sometido por Ghost Rider. Varados en la actual Tierra-616 después de su teletransportación allí por Kale, el par se hipnotiza a unirse al Circo del Crimen. Después de ser rescatado por Spider-Man, Diablo y Luna-Boy se trasladaron a la Tierra Salvaje.

#### La Tierra Salvaje
Los Héroes de Alquiler mercenarios van en una misión para recuperar a Chico Luna de la Tierra Salvaje y encuentro con el Dinosaurio Diablo en el proceso. Diablo es encontrado custodiando ferozmente un nido que contiene una nidada de huevos que al parecer él mismo ha trazado y el dinosaurio abandona Luna-Boy para garantizar su seguridad. La discrepancia entre este desarrollo y su presunta previamente sexo masculino se observó por los mercenarios, que sólo pueden especular sobre la causa del cambio. Después de regresar a los EE. UU. los Héroes de Alquiler disueltos y el miembro del grupo Paladin deja a solas con Chico Luna para recoger la recompensa de los científicos de S.H.I.E.L.D. que contrataron a los mercenarios.

#### Diablo y Chico Luna Separados
Chico Luna permanecería bajo la custodia de S.H.I.E.L.D. durante algún tiempo, lo que condujo a Dinosaurio Diablo en una especie de depresión saurio. Negarse a comer, o defenderse, que estaba en peligro de morir. Sin embargo, Stegron, el hombre de los dinosaurios, se preocupó por la supervivencia del Diablo-Bestia debido a que es el último conocido de su especie. Dejando la Tierra Salvaje sin el permiso de Ka-Zar y la construcción de un ejército de dinosaurios reanimados, Stegron marchó a través de la base de S.H.I.E.L.D. atacar Estados Unidos después de la base, hasta que fue detenido finalmente por la Iniciativa Estatal de los Cincuenta. Sin embargo, el grupo descubrió el motivo detrás del plan de Stegron, ya pesar de que fue detenido a pesar de todo, la Iniciativa recluta Reptil, contrabando a Chico Luna de vuelta a la Tierra Salvaje, donde se reunió con su compañero.

#### Reunidos en la Tierra Salvaje
Reunidos en la Tierra Salvaje, aventuras de los acompañantes continuaron:
- Cuando la Compañía de Energía Roxxon intenta extraer vibranium de la Tierra Salvaje, los habitantes de la Tierra Salvaje incluyendo Ka-Zar, Dinosaurio Diablo y Chico Luna entran en batalla para salvar su hogar. Las fuerzas de Roxxon pronto son sometidos.[25]
- Dinosaurio Diablo se encuentra con las Mascotas Vengadores cuando son transportados accidentalmente a la Tierra Salvaje. Fuera de conmoción e indignación, diablo ataca al grupo. Finalmente, el grupo de vengadores Animalian logran regresar a su propio mundo.[26]
- Una entidad antigua intenta conquistar primero la Tierra Salvaje, luego el mundo. Chico Luna y Dinosaurio Diablo pelean para defender a inocentes ciudadanos de Tierra Salvaje en peligro por la entidad. A ellos se unen muchos otros héroes, algunos perdidos en el tiempo. La entidad es asesinada por Zabu.[27]
- El Mutado de la Tierra Salvaje, Brainchild, crea un ejército de dinosaurios cibernéticos y roba los huevos del Dinosaurio Diablo con el fin de experimentar con ellos. Spider-Man llega y ayuda Diablo y Chico Luna derrota a los dinosaurios cibernéticos y rescatar a los huevos. Al final de la aventura, uno de los huevos escotillas revelando un bebé rojo Tyrannosaurus.[28]

### Aventuras con Chica Luna
En la Tierra Salvaje, un grupo de Killer Folk puso sus manos en el Sagrado Nightstone. Chico Luna y Dinosaurio Diablo lucharon para reclamarlo, pero Chico Luna murió cuando el Killer Folk fue absorbido por un vórtice en el tiempo con Nightstone. El último deseo de Chico Luna era que Dinosaurio Diablo recuperara el Nightstone y lo vengara.
Al pasar por el portal, Dinosaurio Diablo terminó en la ciudad de Nueva York. El Nightstone había caído en manos de Lunella Lafayette, una genio de 9 años, que dedujo que Nightstone era en realidad un proyector Kree Omni-Wave. Lunella había identificado el gen Inhumano dentro de su propio ADN y temía ser transformada en un monstruo debido a los cambios provocados por la Niebla Terrigena. Debido a varias nubes de Terrigen que habían estado flotando alrededor de la ciudad después de la detonación de una bomba de Terrigen por parte de los Inhumanos, ella tomó medidas drásticas y tuvo la intención de utilizar el Nightstone para encontrar una forma de eliminar el ADN Inhumano. Con Lunella negándose a renunciar a Nightstone, Dinosaurio Diablo se vio obligado a llevarla a su alboroto por la ciudad mientras buscaba Killer Folk. Aunque Dinosaurio Diablo luchó contra Killer Folk, lograron escapar con Nightstone.
Lunella terminó albergando a Dinosaurio Diablo en su laboratorio que ella había construido en las profundidades de su escuela, frustrada cada vez más por estar atrapada con el "gran muñeco rojo", pero lo encontró útil cuando ayudó a salvar las vidas de su maestra y clase durante un incendio. Sin embargo, Hulk (Amadeus Cho) llegó, buscando aprehender a Dinosaurio Diablo por su anterior ataque y lo acusó del incendio. Lunella se negó, declarando que necesitaba a Dinosaurio Diablo y, cada vez más frustrada con Amadeus con descendiéndola y socavando su inteligencia, sacó algunas armas caseras para luchar contra él, pero solo accidentalmente terminó por noquear a Dinosaurio Diablo.
Lunella, sintiéndose responsable por el arresto de Dinosaurio Diablo y, sintiendo el parentesco con la bestia atrapada en un lugar al que no pertenecía, se desquitó con el apodo de Chica Luna, un apodo que los otros estudiantes usaban para intimidarla. Después de que Killer Folk -quien había conquistado un territorio que anteriormente pertenecía a la Pandilla de la Calle Yancy - no logró secuestrar a Lunella de la escuela para ser su sacrificio de sangre en el Nightstone en luna llena, Lunella decidió terminar con todo. Ella y Dinosaurio Diablo pelearon contra Killer Folk una vez más y ganaron, recuperando el Nightstone. Lunella esperaba poder finalmente usarlo para asegurarse de que no se transformaría en un Inhumano, pero en ese preciso momento la atraparon en una nube de Terrigen.
Dinosaurio Diablo llevó el capullo de Lunella a su laboratorio y lo vigiló durante varios días hasta que se incubó. Al principio, Lunella se sintió aliviada de no haber cambiado físicamente, pero se sintió consternada al saber que su poder inhumano había causado que su conciencia y la del Dinosaurio Diablo cambiaran. Dinosaurio Diablo procedió a hacerla aún más condenada al ostracismo en la escuela debido a enloquecer en clase y atacar a otros estudiantes mientras Lunella arrasaba la ciudad. Finalmente, sin embargo, volvieron a la normalidad.
Dinosaurio Diablo y el próximo rival de muchacha de la luna llegaron en forma de Kid Kree - un niño Kree malentendido que no habían podido entrar en la academia dos veces, que trató de capturar unos Inhumanos para impresionar a su padre y hacer un nombre por sí mismo en la Tierra como el Capitán Marvel tenía - quien se disfrazó como un nuevo estudiante, Marvin Ellis, en la clase de Lunella. Chica Luna y Dinosaurio Diablo pelearon con Kid Kree varias veces, una vez separados por Ms. Marvel, quien reconoció su pelea como la pelea infantil que era, pero aún le confiaron a Chica Luna un dispositivo para contactarla si las cosas salían de mano.
Luego, Hulk se acerca a Lunella, quien le da el Banner BOX (Examinador de Cerebro Omnicompetence), y se sorprende cuando lo resuelve en cuestión de segundos, demostrando que Lunella es la persona más inteligente de la Tierra. Después de consultar a expertos, Chica Luna, Hulk y Dinosaurio Diablo se encontraron con Hombre Topo, quien atacaba la ciudad con un grupo de monstruos. Al día siguiente, en su laboratorio, Lunella termina teniendo una visión de sí misma en el futuro, donde los héroes más inteligentes de la Tierra se le acercan. Después de la escuela, Thing se le acerca, quien la lleva a caminar cuando aparece Hulk. Cuando los dos comienzan a luchar, Chica Luna y Dinosaurio Diablo logran contenerlos mientras protegen a los civiles, hasta que ambos quedan inconscientes. Mientras tanto, Doctor Doom se sorprende al descubrir que Chica Luna es considerada la persona más inteligente de la Tierra y promete ser superior. Durante la clase de ciencias, Lunella es atacada por robots no tripulados hasta que es salvada por Riri Williams. Siguen a los zánganos hasta un callejón cercano, donde Chica Luna se encuentra con Doctor Doom. Después de que Doom escapa, Chica Luna e Ironheart van al laboratorio secreto de Chica Luna, donde descubren que las firmas de energía de los drones son de origen místico. Mientras rastrea la ubicación de Doom, Chica Luna y Dinosaurio Diablo llegan al Sanctum Sanctorum y son encontrados por el Doctor Strange. Despertando de un sueño, Lunella se reúne con Devil, quien fue encogido por Strange. Mientras caminan de regreso a casa, Moon Doctor y dos de sus compañeros de clase son atacados por el Doctor Doom y su Doombots. Chica Luna usa una poción de ampliación para ayudar al Doctor Strange a luchar contra Doom y sus robots. Unas noches más tarde, al instalar una sonda de detección de energía, Chica Luna es encontrada por cinco miembros de los X-Men. Al llegar a un centro comercial abandonado, Chica Luna rediseña un casco Cerebro con el proyector Omni-Wave para localizar a Doom, solo para que ella y los X-Men viajen a la década de 1980. Una vez allí, el Doctor Doom llega con un ejército de Doombots. Los X-Men y el Diablo luchan contra los Doombots hasta que Chica Luna se quita el casco, enviándolos de vuelta al presente, donde descubren que Doom es en realidad un Doombot. Lunella lleva a Doombot a su laboratorio para analizarlo. Lunella más tarde hace un gran descubrimiento acerca de su poder inhumano: solo se activa durante la luna llena. Luego se encuentra con un ejército de Doombots, junto con Thing, Hulk, Ms. Marvel, Ironheart, Doctor Strange, Kid Kree y Killer Folk, que fueron en su ayuda después de ser reclutados por Lunella.
Lunella recibe una llamada de ayuda de una niña alienígena llamada Illa y, después de construir una nave espacial, se va al espacio con Devil y aterriza en una luna. Mientras explora, Lunella descubre que Illa es la luna. Pronto se da cuenta de que Illa está sola y quiere compañía y no comprende Lunella en absoluto. Después de una breve pelea entre el Diablo y algunos bichos gigantes, Lunella se va, a pesar de las objeciones de Illa. Desafortunadamente, en el proceso, es enviada a un universo paralelo donde conoce a otra versión de ella y Dinosaurio Diablo. Mientras tanto, la cabeza de Doombot crea versiones robóticas de Lunella para evitar sospechas de su ausencia. Después de luchar contra sus contrapartes, Devil Girl y Moon Dinosaur, Lunella y Devil regresan a su nave espacial y regresan con Illa, quien les dice que nunca la abandonarán. De vuelta a casa, la cabeza de Doombot comienza a tener problemas con uno de los robots Lunella. Chica Luna y Devil logran encontrar a Ego el Planeta Viviente y lo vuelven a reunir con Illa, mientras que Doombot descubre que el robot Lunella está actuando independientemente.
Mientras tanto, la cabeza de Doombot ha creado múltiples robots de reemplazo Chica Luna que, para su sorpresa, están actuando como niñas de verdad. Les dice que quedarán obsoletos cuando regrese la verdadera Lunella. Mientras estaba en el espacio, Lunella ha unido a Ego e Illa como familia. En el camino a la Tierra, utiliza el proyector Omniwave para devolver a Dinosaurio Diablo a Chico Luna en la Tierra Salvaje, donde cree que pertenece, y luego regresa a Nueva York, donde lo arroja a la basura.
Admitiendo que estaba equivocada, Chica Luna lo trajo de vuelta cuando ella, Ben Grimm y Johnny Storm reformaron los Cuatro Fantásticos e incluso le dieron a Devil su propio uniforme.
Durante la historia de Monsters Unleashed, Dinosaurio Diablo estaba con Chica Luna cuando estaba estudiando los diferentes ataques de Leviathon. Más tarde, Kei Kawade demuestra sus habilidades a los héroes presentes convocando a Dinosaurio Diablo, aunque Chica Luna también fue llevada durante la invocación de Dinosaurio Diablo. Cuando los Servidores Leviathon atacan el Edificio Baxter, Kei Kawade convoca al Dinosaurio Demonio para ayudar a combatirlos. Chica Luna, Dinosaurio Diablo y otros héroes más tarde se encuentran con otros monstruos hasta que la Reina Leviathon es derrotada por Kei Kawade y sus nuevas creaciones.
Durante la historia del Imperio Secreto, Dinosaurio Diablo y Chica Luna se unen a los Secret Warriors de Daisy Johnson. Después de rescatar a Karnak de un campo de prisioneros, los Guerreros se encuentran con los Comandos Aulladores después de caer en una trampa. Mientras conduce hacia el oeste, el equipo es encontrado por los X-Men. Después de escapar de New Tian, el equipo se encuentra con Dark Beast, una versión malvada de Beast, que es torturado por Daisy y Karnak con la información de un Inhumano que puede ayudarlos. Después de recibir su información, el equipo encuentra a Mister Hyde junto con los Vengadores de Hydra. Después de una breve pelea, el equipo es capturado hasta que explotan cuando Daisy usa sus poderes para destruir el Helicarrier en el que estaban. Mientras trata de sacar a Devil de su jaula, Chica Luna se encuentra con Leer, mencionó el Inhumano Karnak, quien la deja inconsciente cuando aterriza el Helicarrier. Afortunadamente, Chica Luna y Devil han cambiado de cerebro justo a tiempo, lo que permite a Chica Luna guiar a los Warriors a un campo de prisioneros inhumanos. Allí, los Warriors planean una fuga de cárcel con los Inhumanos encarcelados cuando la resistencia Underground llega para ayudarlos. Más tarde se reveló que Leer es el hijo de Karnak y que Karnak lo había vendido al Sr. Siniestro para ayudarlo a activar sus poderes.

## Poderes y habilidades
Dinosaurio Diablo es un reptil gigantesco, con el salvajismo instintiva de un carnívoro, y posee una fuerza sobrehumana y durabilidad. Él posee una inteligencia superior a la normalidad, a la de los seres humanos. Él puede cambiar de cuerpo con Chica Luna debido a sus poderes inhumanos aún no explicados y también puede cambiar su tamaño físico, a veces aparece casi cinco pisos de altura con Chica Luna empequeñecida por su pie y otras veces más cerca del tamaño de un Tyrannosaurus rex promedio de aproximadamente seis metros de largo y una Chica Luna de pie tan alto como la rodilla. Después de su primer interruptor cuerpo-mente, pareció encogerse temporalmente a unos tres metros de altura.

## Otras versiones

### Asombroso Spider-Man y Wolverine
Wolverine y Spider-Man son transportados a una realidad alternativa en el caos. Este extraño mundo está gobernado por una raza de criaturas parecidas a simios que están amenazados por numerosos enemigos. Entre estos enemigos se encuentra un Dinosaurio Demonio cibernético montado por un ser guerrero.

### Avengers: United We Stand
Los Vengadores de la Tierra-730834 luchan Diablo y Chico Luna. Esto es después de que el Coleccionista captura a los Vengadores y otros habitantes notables de la Tierra y los encierra en un ambiente de jungla amigable para los humanos.

### Deadpool mata a Deadpool
El mercenario Deadpool encuentra docenas de versiones de sí mismo de realidades alternas. Una versión que conoce es "Deadpool Dinosaur", una amalgama de Deadpool y Dinosaurio Diablo.

### Tierra-X
En el universo alternativo de la Tierra X (Tierra-9997), los restos esqueléticos de Diablo y Chico Luna se encuentran en el Área Azul de la Luna. En Paradise X, la secuela de Tierra X, se revela que las personas de Chico Luna son los antepasados de Wolverine.

## En otros medios

### Televisión
- Dinosaurio Diablo aparece en The Super Hero Squad Show, en el episodio "The Dinosaur Devil You Say!", con la voz de Dee Bradley Baker. Devil hace equipo con Wolverine para salvar la tribu de Chico Luna del Alto Evolucionador que quiere venderlos como mascotas.[59][60]
- Dinosaurio Diablo aparece en la serie de Hulk and the Agents of S.M.A.S.H., con sus efectos vocales proporcionados por Steven Blum.[61][59]Esta versión inicialmente vive en la Tierra Salvaje.
  - En la primera temporada, episodio "Tierra Salvaje", él está bajo el control mental de Sauron para atacar a los agentes de S.M.A.S.H. antes de ser liberado. Dinosaurio Diablo se une a los agentes de S.M.A.S.H. para frustrar los planes de Sauron, se hace amigo de A-Bomb y se convierte en la "mascota" del grupo. En el episodio "La Mascota de Rojo", las payasadas de Dinosaurio Diablo empiezan a molestar a Hulk Rojo que le causó a encontrar un lugar para reubicar a Dinosaurio Diablo. En primer lugar, Hulk Rojo intentó el zoológico de mascotas. Dinosaurio Diablo terminó "convirtiéndolo en todo lo que pueda comer". Entonces Hulk Rojo intentó llevarlo a un museo donde Dinosaurio Diablo terminó destruyendo los esqueletos de dinosaurios. En su último intento, Hulk Rojo coloca Dinosaurio Diablo en las montañas de lo que él pensaba que era Transilvania cuando en realidad era Latveria. Después de que Hulk Rojo fue capturado por el Doctor Doom para que pueda desviar su energía gamma para su armadura más grande, Dinosaurio Diablo terminó rescatándolo, ya que escaparon de Latveria. Hulk Rojo y Dinosaurio Diablo lograron su camino de regreso a Vista Verde. Cuando el Doctor Doom alcanzó a Hulk Rojo y Dinosaurio Diablo, el resto de los Agentes de S.M.A.S.H. se unen a la batalla. Con la ayuda de Devil, los Agentes de S.M.A.S.H. eran capaces de defenderse del Doctor Doom. Después, Hulk Rojo y Dinosaurio Diablo tenían una comprensión por los demás, por lo menos hasta Dinosaurio Diablo terminó enterrando a Rojo en el suelo otra vez.
  - En la segunda temporada, episodio "Bienvenidos a Casa", Dinosaurio Diablo fue encerrado en la bóveda de armas por Abominación cuando asumió Vista Verde. Devil Dinosaur fue tomado más tarde por el Líder junto a las armas presentes con él. En "Araña, agrande al dinosaurio", cuando Dinosaurio Diablo es agrandado por el Líder, los Hulks y Spider-Man van evitar que destruya Nueva York. En "El Día de Banner", aparece cuando Hulk es Bruce Banner, cuando A-Bomb menciona el ataque de Dinosaurio Diablo en Nueva York, admitiendo que aunque los Agentes de S.M.A.S.H. salvaron el día, la amenaza técnicamente era su culpa. En "Un Futuro Aplastante, Parte 1: La Era de los Dinosaurios", una línea de tiempo de los dinosaurios dominada tiene una versión inteligente de Dinosaurio Diablo llamado El Diablo que tiene el poder de expresión y lleva una armadura especial. Junto a Spider-Raptor, El Diablo fue uno de los que combatieron la tiranía del Rey Sauron. Con la ayuda de los Agentes de S.M.A.S.H., El Diablo y Spider-Raptor fueron capaces de liberar a los seres humanos primitivos y derrocar al rey Sauron. El Diablo logró hacerse amigo de Chico Luna. En el pasado, Hulk se encontró con un pequeño Dinosaurio Diablo, que le ayudó a derrotar a la trama de Líder que resultó en la línea de tiempo de los dinosaurios dominada. Antes de seguir al Líder para el próximo período de tiempo, Hulk condujo a Devil y los otros dinosaurios presentes a la Tierra Salvaje para evitar que se extingan. Una vez que todo lo que había pasado, la línea de tiempo de los dinosaurios dominada desplaza a la siguiente línea de tiempo. Una versión vampiro alternativo de Dinosaurio Diablo también aparece en ""Un Futuro Aplastante, Parte 5 - Los Aplastadores del Mañana", el Líder usó el Cinturón del Tiempo que lo produjo junto con tres criaturas paradójicas de las líneas de tiempo alternativas que creó. Después de que el Líder es derrotado, los Agentes de S.M.A.S.H. lo envían de vuelta a su propia línea de tiempo. En "Planeta Monstruo 2.ª Parte", aparece en ayudar junto a otros héroes contra la Inteligencia Suprema.
- Dinosaurio Diablo tiene un cameo final en Avengers Assemble, primera temporada, episodio 14, "El Día Libre de Hulk", aparece como un amigo de Hulk. Hizo su aparición completa en la cuarta temporada, el episodio "Tierra del Oeste" donde ayudó a Visión, Jane Foster, Rocket y Groot a luchar contra los robots Kree.
- Dinosaurio Diablo tiene como cameo en Guardianes de la Galaxia en la primera temporada, episodio, "Uno en un Millón como tú". Él aparece como una de las criaturas en el zoológico del Coleccionista.
- Dinosaurio Diablo aparece en Moon Girl y Devil Dinosaur, con sus efectos vocales proporcionados por Fred Tatasciore.[62][63][64][59]Esta versión fue convocado hasta el día de hoy después de que Lunella construyera un portal en un intento de resolver los problemas energéticos de su ciudad, creyendo que era un generador, y decidiera quedarse a pesar de sus intentos de enviarlo de regreso.
  - Una variante de realidad alternativa del Dinosaurio Diablo llamado Dinosaurio Luna (también con la voz de Tatasciore) aparece en el episodio "The Great Beyond-er!".[65]
- El Dinosaurio Diablo aparece en Lego Marvel Avengers: Mission Demolition, nuevamente con la voz de Fred Tatasciore.[59]
- El Dinosaurio Diablo aparece en Spidey and His Amazing Friends, nuevamente con la voz de Fred Tatasciore.[66][67]

### Videojuegos
- Dinosaurio Diablo aparece en el final de Amaterasu en Ultimate Marvel vs. Capcom 3.
- Dinosaurio Diablo aparece como un raro personaje jugable en Marvel Puzzle Quest.
- Dinosaurio Diablo aparece como un personaje jugable en Lego Marvel's Avengers.[68]
- Dinosaurio Diablo aparece como un personaje jugable en Marvel Avengers Academy.
- Dinosaurio Diablo aparece como un personaje jugable desbloqueable en Lego Marvel Super Heroes 2 como parte del DLC "Champions Character Pack".[69]
- Dinosaurio Diablo aparece en Marvel Snap.[70]

## Libros
Devil Dinosaur by Jack Kirby.